# Xian H-8
Xian H-8 (tiếng Trung: 轰-8; bính âm: Hōng-8) là một mẫu máy bay quân sự kế thừa từ loại máy bay ném bom phản lực H-6.

## Tính năng kỹ chiến thuật
Đặc điểm tổng quát
- Tổ lái: 6
- Chiều dài: 48,50 m ()
- Sải cánh: 46,47 m ()
- Chiều cao: 13,85 m ()
- Diện tích cánh: 293 m² ()
- Trọng lượng rỗng: 63.000 kg ()
- Trọng lượng có tải: 145.000 kg ()
- Trọng lượng cất cánh tối đa: 163.000 kg ()
- Động cơ: 4 × Shenyang WS-6J kiểu turbofan

 Hiệu suất bay 
- Vận tốc cực đại: 1,000 km/h
- Vận tốc hành trình: 800 km
- Tầm bay: 8.100 km ()
- Bán kính chiến đấu: 5.000 km ()
- Tầm bay chuyển sân: 11.000 km ()
- Trần bay: 14.000 m ()

Trang bị vũ khí

- Súng: 

  - 2× tháp pháo NR-23
- Tên lửa: 

  - [Tên lửa [C-802
- Bom: 18.000 kg (40.000 lb)

## Biến thể
- Xian H-6I -
- Xian H-8